# Lacrime dalla Luna
Lacrime dalla Luna è il secondo singolo estratto dall'album Uguali e diversi del 2002. Con questo brano Gianluca Grignani si presenta al Festival di Sanremo piazzandosi al 12º posto.

## Tracce
CD Single Universal 5002.720
1. Lacrime dalla luna - 3:58

Maxi Single
1. Lacrime dalla luna
2. Alex
3. Mis Palabras (Le mie parole)
4. Lacrime dalla luna (strumentale)

## Classifiche
| Classifica (2002) | Posizione massima |
| ----------------- | ----------------- |
| Italia            | 20                |